# Communauté de communes de la Presqu’île de Lézardrieux
Die Communauté de communes de la Presqu’île de Lézardrieux ist ein ehemaliger französischer Gemeindeverband mit der Rechtsform einer Communauté de communes im Département Côtes-d’Armor, dessen Verwaltungssitz sich im Ort Lézardrieux befand. Sein Einzugsgebiet lag im Norden des Départements. Der am 31. Dezember 2000 gegründete Gemeindeverband bestand aus sieben Gemeinden.

## Aufgaben des Gemeindeverbands
Da die Mehrzahl der Gemeinden sehr klein war und Bürgermeister (Maires) im Nebenamt hatten, war die Communauté für verschiedene Aufgaben der beteiligten Gemeinden zuständig. Es bestanden von Vizepräsidenten des Gemeindeverbands geführte Kommissionen (Generelle Angelegenheiten; Soziales; Kultur, Kommunikation und Tourismus; Umweltschutz; Technik; Wirtschaftliche Entwicklung und Raumplanung), welche übergemeindliche Aufgaben leisteten.

## Historische Entwicklung
Mit Wirkung vom 1. Januar 2017 fusionierte der Verband mit der Communauté de communes du Haut Trégor und der Lannion-Trégor Communauté und bildete so eine Nachfolgeorganisation gleichen Namens.

## Ehemalige Mitgliedsgemeinden
Der Communauté de communes de la Presqu’île de Lézardrieux gehörten alle sieben Gemeinden des ehemaligen Kantons Lézardrieux an:
| Gemeinde         | Einwohner 1. Januar 2022 | Fläche km² | Dichte Einw./km² | Code INSEE | Postleitzahl |
| ---------------- | ------------------------ | ---------- | ---------------- | ---------- | ------------ |
| Kerbors          | 286                      | 6,88       | 42               | 22085      | 22610        |
| Lanmodez         | 400                      | 4,15       | 96               | 22111      | 22610        |
| Lézardrieux      | 1.632                    | 11,91      | 137              | 22127      | 22740        |
| Pleubian         | 2.334                    | 20,16      | 116              | 22195      | 22610        |
| Pleudaniel       | 925                      | 18,42      | 50               | 22196      | 22740        |
| Pleumeur-Gautier | 1.186                    | 18,99      | 62               | 22199      | 22740        |
| Trédarzec        | 1.069                    | 11,68      | 92               | 22347      | 22220        |